# Женско обрязване
Женското обрязване (разновидност на генитално осакатяване, заедно с инфибулацията) е операция по отстраняване на клитора у малки момичета, извършвана главно в Африка.
Обрязването при жените е изключително опасна операция, осъждана от почти всички международни организации за човешки права (УНИЦЕФ обявява нарочен Световен ден срещу осакатяването на женските детеродни органи ). В много случаи такава интервенция води до тежки кръвоизливи и здравни усложнения. Около 20% от обрязаните умират, а останалите не само не могат да изпитат сексуално удоволствие до края на живота си, но и страдат от болезнени последици при уриниране и менструация.
Наказанията за извършването на подобна „операция“ на територията на ЕС са изключително тежки, дори при предполагаемо „съгласие“ от страна на жертвата.